# Curaçao Athletics Association
Die Curaçao Athletics Association (CAB) ist der nationale Dachverband der Leichtathletik in Curaçao. Er ist kein Mitglied des internationalen Verbandes World Athletics. Des Weiteren wird der Verband nicht vom Internationalen Olympischen Komitee anerkannt, da nur unabhängige Staaten ein eigenes Nationales Olympisches Komitee haben.

## Geschichte
Die CAB wurde am 16. September 1966 gegründet. Der aktuelle Präsident des Verbandes ist Willem Cordilia.